# Ajopollo
El ajopollo es una salsa que se hace machacando en un mortero aceite de oliva, ajo majado, pan frito remojado en vinagre y almendras fritas. A pesar del nombre la receta no incluye pollo.
Es parecida al ajoblanco, aunque a diferencia de aquel, se suele utilizar como aliño y servirse caliente. Es típica de las provincias españolas de Almería y Granada.